# Torridon

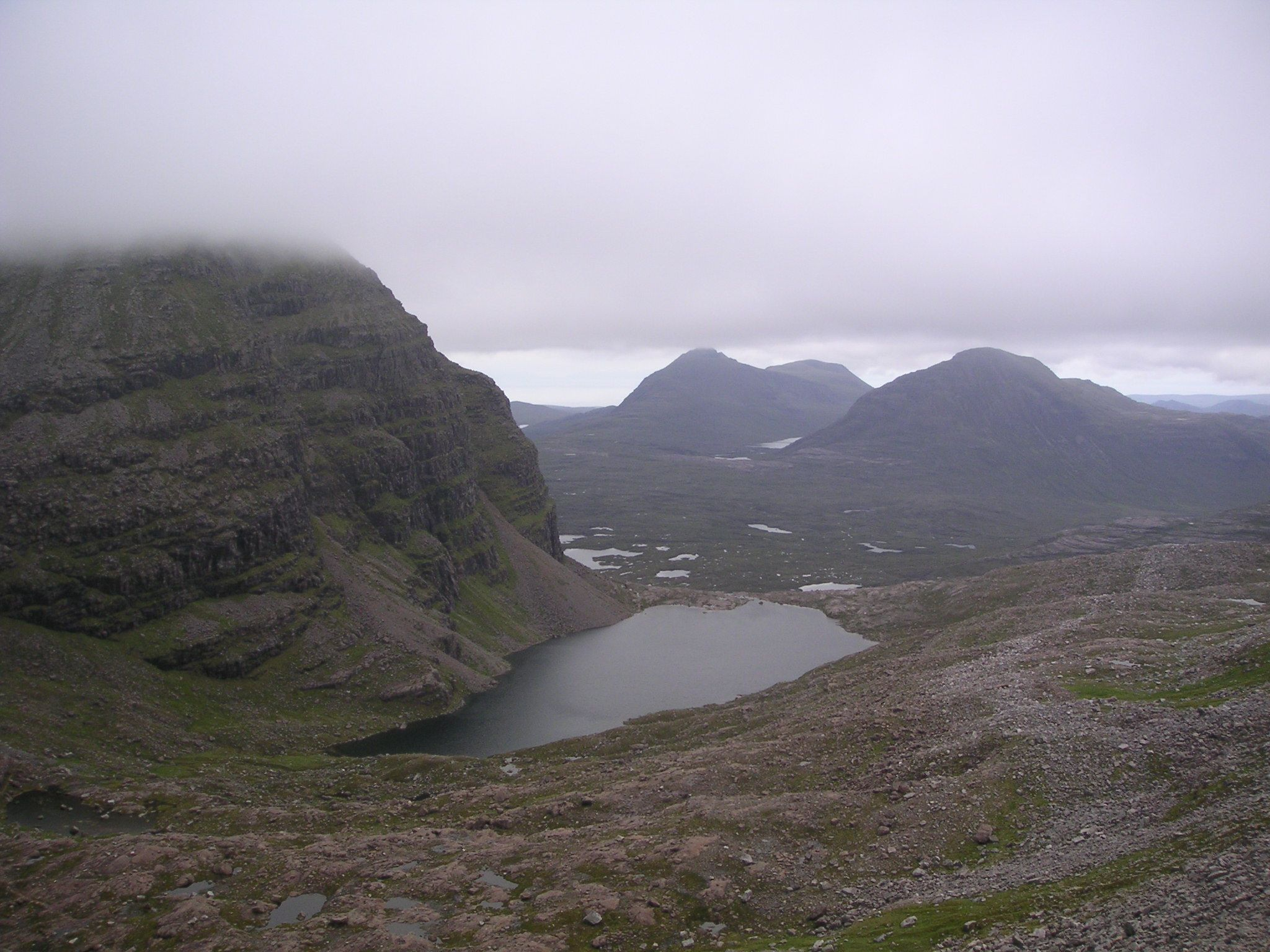
Na szlaku z Beinn Eighe

Torridon – pasmo górskie w Highland w zachodniej Szkocji, położone między jeziorami Loch Maree i Loch Torridon. Także miejscowość o tej samej nazwie (inna większa miejscowość w górach Torridon to Kinlochewe).
Ważniejsze szczyty to Liathach i Beinn Eighe.